# トーマス・ルンド
トーマス・ハウブロ・ルンド（英語: Thomas Haubro Lund、1968年8月2日 - ）は、デンマークの男子バドミントン選手。男子ダブルスと混合ダブルスの2種目で世界ランク1位を達成している。また、両種目含めて4つの異なるペアと世界ランク1位を達成している。バドミントン殿堂入り選手。

## 経歴
男子ダブルスでは主にヨン・ホルスト=クリステンセンとペアを組み、全英オープンなどで優勝。
混合ダブルスでは、ペアニール・デュポン、キャトリーン・ベングソン、マリーヌ・トムセンなどとペアを組み、いずれのペアでも世界ランク1位を達成している。また、世界選手権2連覇なども果たしている。